# En Russie. L'Âme du peuple
En Russie. L'Âme du peuple (en russe : На Руси. Душа народа) est un tableau du peintre russe Mikhaïl Nesterov sur lequel le peintre a travaillé durant les années 1914 à 1916. Il fait partie actuellement des collections de la Galerie Tretiakov.

## Histoire du tableau
À partir de 1889, l'œuvre de Nesterov est dominée par les thèmes religieux et en particulier par les personnages de saints et de moines orthodoxes. Entre 1889 et 1916, il réalise notamment : L'Ermite, Le Grand carême, Au Son des cloches, La Vision du jeune Bartholomée et tout un cycle consacré à Serge de Radonège. C'est dans cette tendance religieuse que s'inscrit En Russie. L'Âme du peuple.  
L'idée de cette toile apparaît en 1905-1906. Au cours des dix années qui suivent, Nesterov a créé des croquis préparatoires. Il change plusieurs fois le nom du tableau : Chrétiens, Croyants, Avides de justice. Initialement, Nesterov se proposait de représenter Jésus-Christ dans ce tableau, peut-être en pensant à la toile d'Alexandre Ivanov, L'Apparition du Christ au peuple. Mais il abandonne finalement cette idée.  

## Description du tableau

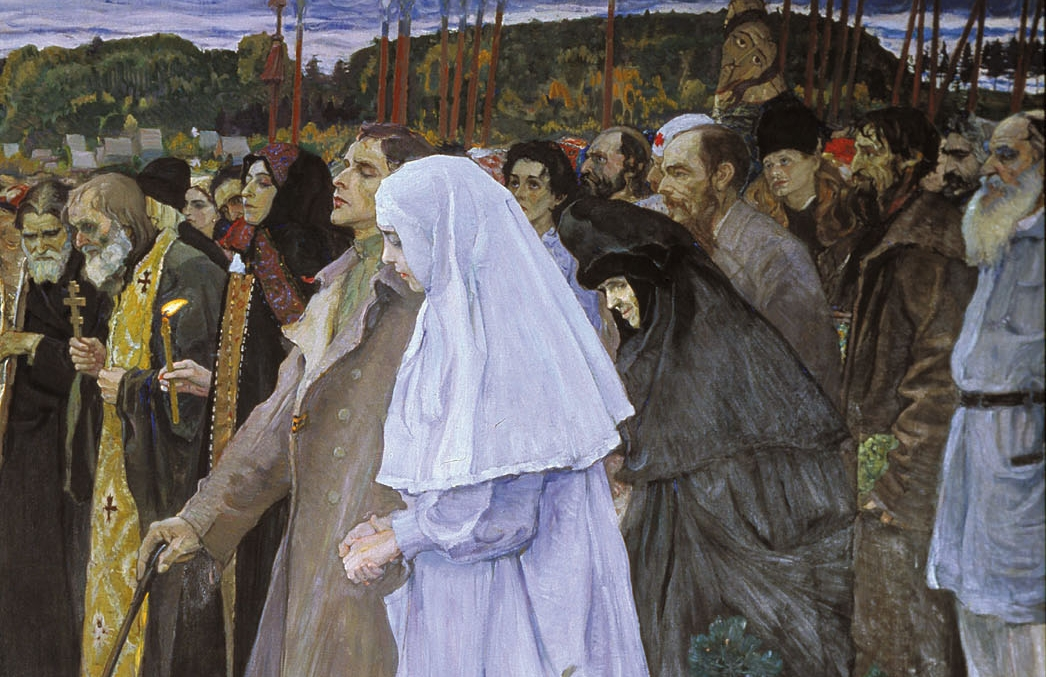
Mikhaïl Nesterov, En Russie. L'Âme du peuple ; détail et portrait de Léon Tolstoï et Fiodor Dostoïevski à droite du tableau. À sa droite Anna Tchertkova

En réalisant son tableau, Nesterov essaye de donner une réponse quant à l'avenir de la Russie, et, en même temps, de montrer le peuple russe dans toute sa puissance intellectuelle et spirituelle. La scène représentée sur la toile se déroule dans une prairie le long de la Volga, vers laquelle marche une foule qui symbolise le peuple russe. L'endroit est situé à proximité des monts Jigouli dans l'oblast de Samara en un lieu appelé Tsarev Kourgan. Le peintre mêle des personnages authentiques, symboliques et fictifs. Ainsi on reconnaît à droite du tableau Léon Tolstoï, Vladimir Soloviev, Fiodor Dostoïevski suivi par un de ses personnages, Fiodor Karamazov, et Aliocha Karamazov. Parmi ces écrivains chrétiens, Nesterov vénérait particulièrement Dostoïevski et ses personnages. Quant à Tolstoï, il est placé en dehors de la foule à l'extrémité de la toile, dans le doute en quelque sorte du fait de ses conceptions du christianisme. Vaut-il la peine d'être rejoint ? On y trouve aussi Anna Tchertkova et son mari à côté de Dostoïevski. Parmi les intellectuels, le peintre avait l'intention de placer dans son tableau l'image de Fiodor Chaliapine et de Maxime Gorki. Mais il a finalement changé d'avis en réalisant que pour ce dernier la vision du monde n'était pas basée sur des idéaux chrétiens mais sur des idéaux révolutionnaires. À gauche du tableau, devant la foule, un fol-en-Christ qui lève les bras au ciel, est entouré de femmes vêtues de blanc. Un des prêtres est revêtu de la grande skhima et plusieurs autres portent une icône sombre du visage du Christ. Dans la foule se trouvent des représentants de toutes les classes sociales, depuis le tsar jusqu'au soldat aveugle à l'avant plan. 

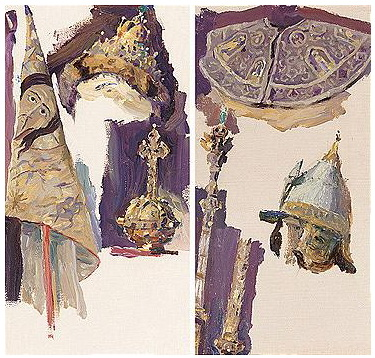
Croquis de Nesterov pour le tableau En Russie. L'Âme du peuple (Sotheby's).

Un garçon habillé comme un paysan précède la foule. Il incarne la sincérité et l'innocence des enfants. C'est lui qui incarne le plus pleinement l'idéal orthodoxe de la Sainte Russie. Il illustre aussi les paroles de l'évangile : « Amen, je vous le dis : si vous ne changez pas pour devenir comme les enfants, vous n’entrerez pas dans le royaume des Cieux» 
Nesterov a créé un panorama de personnages cherchant la vérité et essayant de l'atteindre de différentes manières. L'historienne Irina Nikonova considère que Nesterov s'appuyait sur des points de vue largement répandus à cette époque dans les cercles philosophiques et qui appelaient à placer à la base de la vision du monde social « l'idée de la personnalité et l'idée de la nation au lieu de l'idée de l'intelligentsia et des classes sociales ». Nesterov prêche la pureté morale et la clarté spirituelle, y voyant le sens de la vie et la réconciliation des différents courants religieux. La toile a suscité de vives controverses à la Société psychologique de Moscou, à l'Université d'État de Moscou et dans la société religieuse et philosophique Vladimir Soloviev.    